# Carrie Steinseifer
Carolyn ("Carrie") Lynne Steinseifer (Redwood City, 12 de fevereiro de 1968) é uma ex-nadadora norte-americana, ganhadora de duas medalhas de ouro em Jogos Olímpicos.
Aos 16 anos de idade, protagonizou um histórico empate na final dos 100 metros livres femininos em Los Angeles 1984, partilhando o ouro junto com sua companeira americana Nancy Hogshead. Ganhou o segundo ouro no revezamento 4x100 livre, tornando-se a mais jovem medalhista de ouro na natação dos Jogos de 1984. Um ano antes, ela foi campeã dos 100m livre nacional e ganhou três medalhas de ouro no Jogos Pan-americanos de 1983.
Steinseifer continuou a nadar após os Jogos de Verão de 1984 e ganhou o Nacional americano em 1985, um ouro no Pan de 1987 e dois títulos da NCAA com Richard Quick na Universidade do Texas.